# Goya 1989
Die 3. Verleihung des Goya fand am 21. März 1989 im Palacio de Congresos in Madrid statt. Der spanische Filmpreis wurde in 17 Kategorien vergeben. Zusätzlich wurde ein Ehren-Goya verliehen. Als Gastgeber führten die Schauspieler Verónica Forqué und Antonio Resines durch den Abend.

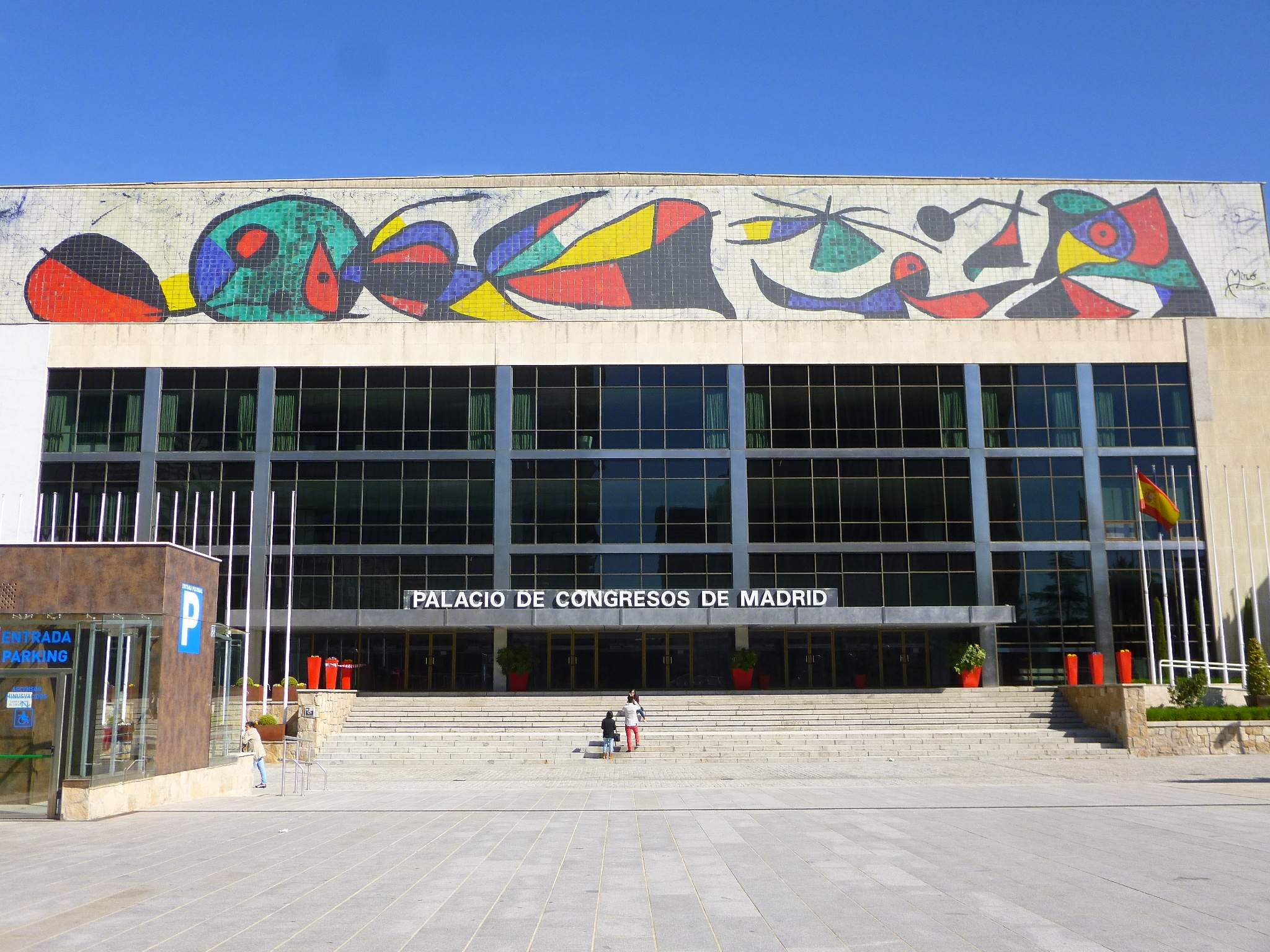
Der Palacio de Congresos, der Veranstaltungsort der Verleihung

## Gewinner und Nominierte
| Statistik (Filme mit mehr als einer Nominierung) N=Nominierung; A=Auszeichnung |    |   |
| Film                                                                           | N  | A |
| Frauen am Rande des Nervenzusammenbruchs                                       | 16 | 5 |
| Remando al viento                                                              | 13 | 6 |
| El Dorado – Gier nach Gold                                                     | 9  | 0 |
| Berlin Blues                                                                   | 8  | 1 |
| Das Ohrläppchen des Diktators                                                  | 7  | 1 |
| Baton Rouge – Tödliche Therapie                                                | 5  | 0 |
| El Lute II: Mañana seré libre                                                  | 5  | 0 |
| Diario de invierno                                                             | 4  | 1 |
| Jarrapellejos                                                                  | 4  | 1 |
| Pasodoble                                                                      | 4  | 1 |
| El túnel                                                                       | 2  | 0 |

### Bester Film (Mejor película)
Frauen am Rande des Nervenzusammenbruchs (Mujeres al borde de un ataque de nervios) – Regie: Pedro Almodóvar
- El túnel – Regie: Antonio Drove
- Das Ohrläppchen des Diktators (Espérame en el cielo) – Regie: Antonio Mercero
- Remando al viento – Regie: Gonzalo Suárez
- Diario de invierno – Regie: Francisco Regueiro

### Beste Regie (Mejor dirección)
Gonzalo Suárez – Remando al viento
- Pedro Almodóvar – Frauen am Rande des Nervenzusammenbruchs (Mujeres al borde de un ataque de nervios)
- Ricardo Franco – Berlin Blues (Berlín Blues)
- Antonio Mercero – Das Ohrläppchen des Diktators (Espérame en el cielo)
- Francisco Regueiro – Diario de invierno

### Bester Hauptdarsteller (Mejor actor)
Fernando Rey – Diario de invierno
- Antonio Ferrandis – Jarrapellejos
- José Soriano – Das Ohrläppchen des Diktators (Espérame en el cielo)
- Alfredo Landa – Sinatra
- Imanol Arias – El Lute II: Mañana seré libre

### Beste Hauptdarstellerin (Mejor actriz)
Carmen Maura – Frauen am Rande des Nervenzusammenbruchs (Mujeres al borde de un ataque de nervios)
- Victoria Abril – Baton Rouge – Tödliche Therapie (Baton Rouge)
- Ana Belén – Miss caribe
- Ángela Molina – Luces y sombras
- María Fernanda D’Ocón – Caminos de tiza

### Bester Nebendarsteller (Mejor actor de reparto)
José Sazatornil – Das Ohrläppchen des Diktators (Espérame en el cielo)
- Ángel de Andrés López – Baton Rouge – Tödliche Therapie (Baton Rouge)
- José Luis Gómez – Remando al viento
- Guillermo Montesinos – Frauen am Rande des Nervenzusammenbruchs (Mujeres al borde de un ataque de nervios)
- Jorge Sanz – El Lute II: Mañana seré libre

### Beste Nebendarstellerin (Mejor actriz de reparto)
María Barranco – Frauen am Rande des Nervenzusammenbruchs (Mujeres al borde de un ataque de nervios)
- Julieta Serrano – Frauen am Rande des Nervenzusammenbruchs (Mujeres al borde de un ataque de nervios)
- Terele Pávez – Diario de invierno
- Chus Lampreave – Das Ohrläppchen des Diktators (Espérame en el cielo)
- Laura Cepeda – Baton Rouge – Tödliche Therapie (Baton Rouge)

### Bestes Originaldrehbuch (Mejor guion original)
Pedro Almodóvar – Frauen am Rande des Nervenzusammenbruchs (Mujeres al borde de un ataque de nervios)
- Agustín Díaz Yanes und Rafael Moleón – Baton Rouge – Tödliche Therapie (Baton Rouge)
- Román Gubern, Antonio Mercero und Horacio Valcárcel – Das Ohrläppchen des Diktators (Espérame en el cielo)
- Rafael Azcona und José Luis García Sánchez – Pasodoble
- Gonzalo Suárez – Remando al viento

### Bestes adaptiertes Drehbuch (Mejor guion adaptado)
Manuel Gutiérrez Aragón und Antonio Giménez Rico – Jarrapellejos
- Carlos A. Cornejo, Antonio Drove und José A. Mahieu – El túnel
- Félix Rotaeta – Sie töten aus Lust (El placer de matar)
- Gabriel Castro, Antonio Isasi-Isasmendi und Jorge Rodríguez del Álamo – El aire de un crimen
- Joaquim Jordà, Vicente Aranda und Eleuterio Sánchez – El Lute II: Mañana seré libre

### Beste Produktionsleitung (Mejor dirección de producción)
Jose G. Jacoste – Remando al viento
- Emiliano Otegui – Berlin Blues (Berlín Blues)
- Esther García – Frauen am Rande des Nervenzusammenbruchs (Mujeres al borde de un ataque de nervios)
- Marisol Carnicero – Pasodoble
- Víctor Albarrán – El Dorado – Gier nach Gold (El Dorado)

### Beste Kamera (Mejor fotografía)
Carlos Suárez Morilla – Remando al viento
- Teodoro Escamilla – Berlin Blues (Berlín Blues)
- Teodoro Escamilla – El Dorado – Gier nach Gold (El Dorado)
- José Luis Alcaine – Malaventura
- José Luis Alcaine – Frauen am Rande des Nervenzusammenbruchs (Mujeres al borde de un ataque de nervios)

### Bester Schnitt (Mejor montaje)
José Salcedo – Frauen am Rande des Nervenzusammenbruchs (Mujeres al borde de un ataque de nervios)
- Pedro del Rey – El Dorado – Gier nach Gold (El Dorado)
- Teresa Font – Berlin Blues (Berlín Blues)
- José Salcedo – Remando al viento
- José Salcedo – Baton Rouge – Tödliche Therapie (Baton Rouge)

### Bestes Szenenbild (Mejor dirección artística)
Wolfgang Burmann – Remando al viento
- Rafael Palmero – Jarrapellejos
- Gerardo Vera – Berlin Blues (Berlín Blues)
- Félix Murcia – Frauen am Rande des Nervenzusammenbruchs (Mujeres al borde de un ataque de nervios)
- Terry Pritchard – El Dorado – Gier nach Gold (El Dorado)

### Beste Kostüme (Mejor diseño de vestuario)
Yvonne Blake – Remando al viento
- José María Cossío – Frauen am Rande des Nervenzusammenbruchs (Mujeres al borde de un ataque de nervios)
- Gerardo Vera – Berlin Blues (Berlín Blues)
- Javier Artiñano – Jarrapellejos
- Terry Pritchard und Maritza González – El Dorado – Gier nach Gold (El Dorado)

### Beste Maske (Mejor maquillaje y peluquería)
Romana González und Josefa Morales – Remando al viento
- Ángel Luis De Diego und Alicia Regueiro – Das Ohrläppchen des Diktators (Espérame en el cielo)
- Jesús Moncusi und Gregorio Ros – Frauen am Rande des Nervenzusammenbruchs (Mujeres al borde de un ataque de nervios)
- José Antonio Sánchez und Paquita Núñez – El Dorado – Gier nach Gold (El Dorado)
- Juan Pedro Hernández und Agustín Cabiedes – El Lute II: Mañana seré libre

### Beste Spezialeffekte (Mejores efectos especiales)
Gonzalo Gonzalo, Basilio Cortijo und Carlo De Marchis – Slugs (Slugs, muerte viscosa)
- Reyes Abades – Remando al viento
- Reyes Abades – Frauen am Rande des Nervenzusammenbruchs (Mujeres al borde de un ataque de nervios)
- Alberto Nombela Núñez – El Lute II: Mañana seré libre
- Reyes Abades – El Dorado – Gier nach Gold (El Dorado)

### Bester Ton (Mejor sonido)
Carlos Faruolo und Enrique Molinero – Berlin Blues (Berlín Blues)
- Daniel Goldstein und Ricardo Steinberg – Pasodoble
- Daniel Goldstein und Ricardo Steinberg – Remando al viento
- Gilles Ortion – Frauen am Rande des Nervenzusammenbruchs (Mujeres al borde de un ataque de nervios)
- Gilles Ortion – El Dorado – Gier nach Gold (El Dorado)

### Beste Filmmusik (Mejor música original)
Carmelo A. Bernaola – Pasodoble
- Alejandro Massó – Remando al viento
- Bernardo Bonezzi – Frauen am Rande des Nervenzusammenbruchs (Mujeres al borde de un ataque de nervios)
- Lalo Shifrin – Berlin Blues (Berlín Blues)
- Alejandro Massó – El Dorado – Gier nach Gold (El Dorado)

## Ehrenpreis (Goya de honor)
- Imperio Argentina, spanische Schauspielerin